# Verkiezingen voor het Europees Parlement 1984/Kandidatenlijst/Groen Progressief Akkoord
De kandidatenlijst voor de Europese Parlementsverkiezingen 1984 van Groen Progressief Akkoord werd door onderhandelaars van Politieke Partij Radikalen, Pacifistisch Socialistische Partij, Communistische Partij Nederland, Evangelische Volkspartij en Groene Partij Nederland samengesteld.
De lijst was evenredig verdeeld tussen leden van de PSP, PPR en CPN, EVP en onafhankelijke kandidaten. Het lidmaatschap van de partij staat achter de kandidaten voor zover als het bekend is. Achter verkozen kandidaten staat een *.

## De lijst
1. Bram van der Lek (PSP)*
2. Herman Verbeek (PPR)*
3. Nel van Dijk (CPN)* (verving tussentijds Verbeek)
4. Roel van Duijn (GPN)
5. Fon ten Thij (CPN)
6. Chiel von Meijenfeldt (EVP)
7. Emmy Verheul
8. Pierre Puts (PSP)
9. Anneke van 't Hull (PPR)
10. Sander Doeve (PSP)
11. Jan Renes
12. Simone Walvisch (CPN)
13. Margo Andriessen
14. Luppo Leeuwerik (CPN)
15. Alte Flapper
16. Bert Willemsen (PPR)
17. Jan Muijtjens (PSP)
18. Letty Draisma-Van der Stap
19. Truus Divendal Klok (CPN)
20. Cor Ofman (EVP)
21. Hein Verkerk (CPN)
22. John van Tilborg
23. Jaap de Jong (PPR)
24. Jopie van der Werf (PSP)
25. Jannie Kuik
26. Lambert Meertens (PSP)
27. Hans Bouma
28. Rudi van der Velde (CPN)
29. Willem Verf (PPR)
30. Wim Keizer
31. Wilbert Willems (PSP)
32. Jan Scheur
33. John Hontelez (PSP)
34. Willy van der Vlist Wesseldijk (PPR)
35. Jaap Lok (CPN)
36. Henri Strobrand
37. Guus van der Linde
38. Pieter Klaas Knol
39. Leo Jansen (PPR)
40. Frans Janssen (PSP)